# Сопільник Любомир Іванович
Любомир Іванович Сопільник (нар. 6 серпня 1960, Львів) — український науковець, доктор юридичних та технічних наук. Професор кафедри Інституту права та психології НУ «Львівська політехніка» та професор кафедри юридичного факультету Львівського університету бізнесу та права. Полковник поліції, начальник вибухотехнічного управління ГУНП у Львівській області. Заслужений винахідник України. Керівник сектору «Право» Західного наукового центру НАН та МОН України. Академік Української академії наук.

## Життєпис
Любомир Сопільник народився 6 серпня 1960 року у Львові в родині філологів.
У 1982 році закінчив Львівську політехніку за спеціальністю «інженер — механік».
У 1997 році закінчив Національну академію внутрішніх справ України і захистив кандидатську дисертацію на тему: «Вимірювання параметрів електромагнітних полів на автошляхах та аналіз їх впливу на ДТП».
У 2003 році захистив докторську дисертацію на тему «Розвиток теорії та засад формування нормативної бази безпеки дорожнього руху».
У 2008 році став помічником начальника ГУМВС у Львівській області.
У 2012 році отримав науковий ступінь доктора юридичних наук. Тема дисертації: «Адміністративно-правове забезпечення безпеки дорожнього руху в Україні».
З 2015 року працює начальником вибухотехнічного управління Головного управління Національної поліції у Львівській області

## Наукова діяльність
Любомир Сопільник опублікував 9 підручників та понад 260 наукових праць. Розробив три державні стандарти та чотири патенти, серед яких «Спосіб оцінки аварійно небезпечних ділянок автошляху» та «Автомобільний вимірювач — індикатор напруженості електромагнітного поля». Сформував теорію негативного впливу електромагнітних полів на водіїв, що призводять до підвищеного рівня аварійності певних ділянок доріг.

### Науковий ступінь
- 1997 — дисертація «Прилади та методи вимірювання електричних та магнітних величин» на отримання наукового ступеню кандидат технічних наук. Захист відбувався у Державному університеті «Львівська політехніка»[7].
- 2002 — дисертація «Стандартизація, сертифікація та метрологічне забезпечення» на отримання наукового ступеню доктор технічних наук. Захист відбувався у Національному університеті «Львівська політехніка»[7].
- 2012 — дисертація «Адміністративне право і процес; фінансове право; інформаційне право» на отримання наукового ступеню доктор юридичних наук. Захист відбувався у Харківському національному університеті внутрішніх справ[7].

## Відзнаки, нагороди
- Нагороджений грамотою Верховної Ради України у 2019 році.
- Нагородна відзнака МВС України «Вогнепальна зброя».
- Нагороджений численними медалями, відзнаками та церковними нагородами.
- Відмінник освіти України.
- Нагороджений Золотою зіркою «Герой Козацького народу».
- Лауреат наукової премії імені В. М. Глушкова.
- Лауреат премії імені В. Пікуля.
- Єдиний в Україні доктор технічних наук та доктор юридичних наук у Національному реєстрі рекордів України[8].

## Кримінальні справи
Восени 2024 року Сопільник отримав підозри у незаконному поводженні зі зброєю (ч. 1 ст. 263 ККУ) та перешкоджанні законній діяльності ЗСУ (ч. 1 ст. 114-1 ККУ; за організацію незаконного зараховування на навчання у приватний університет бізнесу і права у Львові чоловіків призовного віку поза межами ліцензованих річних обсягів). 31 жовтня 2024 року Галицький райсуд Львова обрав йому запобіжний захід у вигляді тримання під вартою з можливістю сплатити заставу 150 тисяч гривень. Того ж дня він вніс заставу.

## Сім'я
Одружений, має двох синів та трьох онуків. Онук Любомир Святославович Сопільник — український громадський діяч, підприємець, музикант рок-гурту «Joryj Kłoc».